# 다슬기국
다슬기국은 다슬기를 삶은 물에 된장과 채소를 넣고 끓인 한국 전통향토음식 중 하나이다.

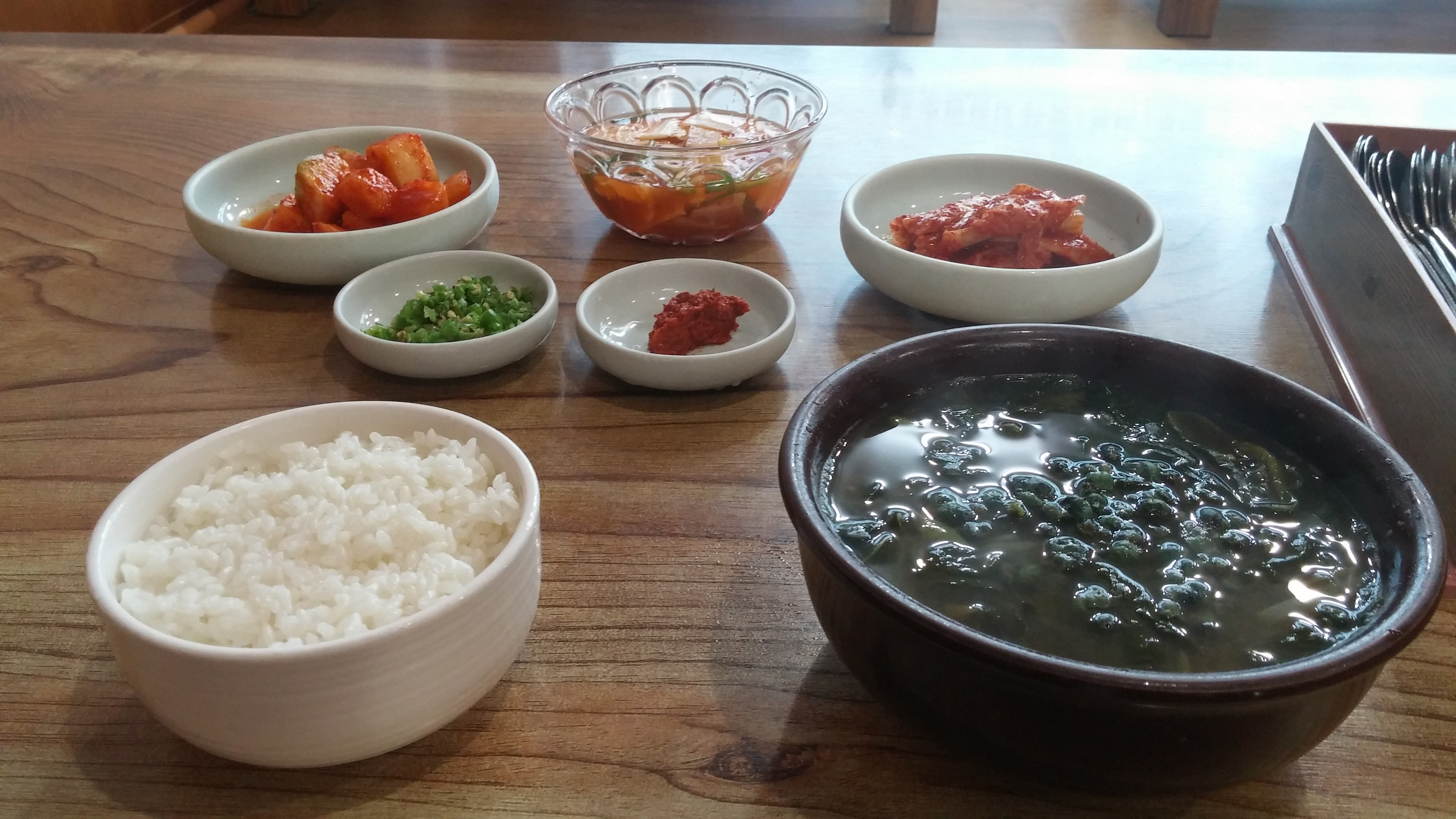
다슬기국 상차림

## 요리법
다슬기국은 지역마다 조금씩 다르게 끓이는데, 강원도나 충북에서는 된장을 푼 물에 다슬기를 삶아서 다슬기살을 미리 빼 놓은 다음 그 국물에 부추와 어린 배춧잎(아욱)을 넣고 고춧가루, 다진파, 마늘, 소금 등을 넣고 다슬기살과 함께 한소끔 더 끓인다. 전북이나 경남에서는 다슬기 삶은 물에 다슬기살과 채 썬 부추, 호박잎, 애호박, 어슷 썬 풋고추 같은 채소를 넣어 소금이나 국간장으로 간을 한 뒤 끓인다. 경상도에서는 다슬기 삶은 물에 다슬기살과 데친 배추와 부추 등을 넣고 끓인 뒤 들깻가루, 쌀가루를 넣고 끓인 다음 국간장으로 간을 하여 끓인다.